# 田島怜華
田島 怜華（たじま れいか、2007年1月22日 - ）は、日本のモデル、アイドル、レースクイーン。
グランダルメ所属。ピンク担当。
ハンガリー出身。ハンガリー人の父と日本人の母の間に生まれたハーフ。ハンガリー名はKirály Réka。9歳のときに日本に来た。

## 略歴
2022年『ミスマガジン2022』ベスト16。その後日本テレビ『ものまねグランプリ2022』に出演。
2023年、2023FIM世界耐久選手権鈴鹿8時間耐久ロードレースにて初めてレースクイーンを担当。
2024年、名古屋発ユニット「Grande Armée(グランダルメ)」 のピンク担当としてアイドルデビュー。
2024FIM世界耐久選手権鈴鹿8時間耐久ロードレースにて再びレースクイーンとなる。
ヤンマガWebにて「ヤンマガGリーグ！レースクイーン編」参加。

## 人物
- チャームポイント : 瞳の色（内側が母譲りのブラウンで外側が父譲りのブルーグレー）
- 好きな食べ物 : えだまめコーン
- 嫌いな食べ物 : レバー
- 趣味 : リコーダー、ゲーム
- 将来の目標 : 女優さん

## 出演

### テレビ
- 黒ちゃんねる（テレビ愛知）
  - 2023年5月26日
  - 2023年8月25日

### イベント
- 「近代麻雀水着祭2023-PEAK&PINE COLLECTION-」（2023年4月29 - 30日、埼玉県しらこばと水上公園）[7]

## 書籍

### デジタル写真集
- RQラボ[8]